# Giovanni Mocenigo

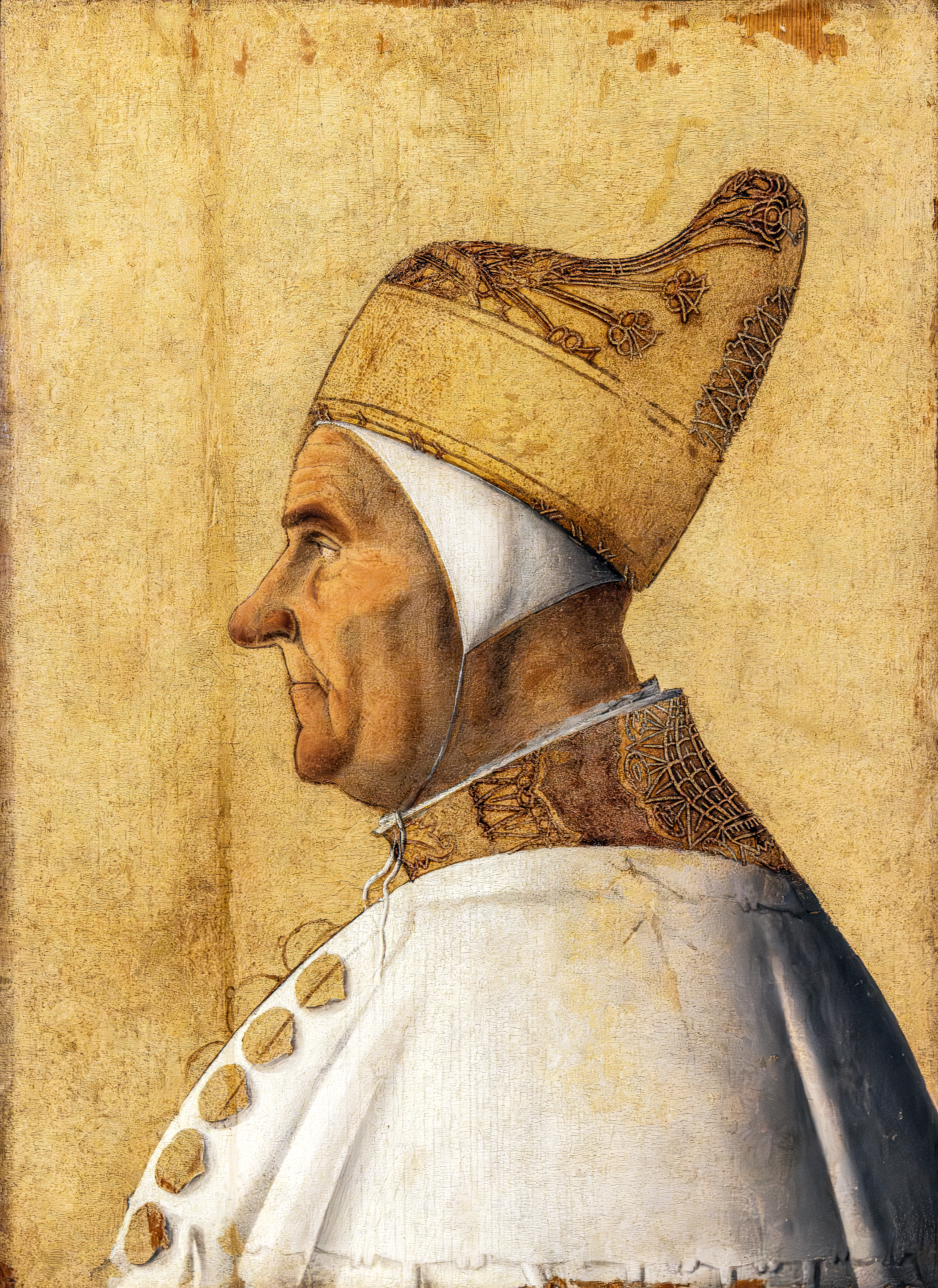
Retrato de Giovanni Mocenigo.
Gentile Bellini (1429-1507). Museo Correr, Venecia.

Giovanni Mocenigo (1409 - 14 de septiembre de 1485) fue dux de Venecia desde 1478 hasta su muerte.

## Biografía
Hermano del también dus, Pietro Mocenigo, luchó contra Mehmed II, sultán del Imperio otomano,  y Hércules I de Este, duque de Ferrara, reconquistando a este último la ciudad de Rovigo y la Polesine. Fue enterrado en la Basílica de San Juan y San Pablo, el lugar de enterramiento tradicional de los dux.
Durante su mandato, el 14 de septiembre de 1483 y al parecer a causa de una vela inadvertidamente encendida en la capilla, se produjo un grave incendio que destruyó casi por completo el ala este del Palacio Ducal perdiéndose además gran cantidad de pinturas y obras de arte. El historiador Marin Sanudo afirmó que se podrían haber salvado muchas de ellas de no ser porque el dux se negó a abrir las puertas de sus aposentos por miedo a los saqueadores.

## Cultura popular
- Giovanni Mocenigo forma parte de la trama principal del videojuego Assassin's Creed II, donde es envenenado por Carlo Grimaldi (personaje ficticio), quien culpa al protagonista del asesinato.